# Arrest Damhof/De Staat
Damhof/De Staat (HR 5 mei 1950, NJ 1951/1) is de roepnaam van een arrest van de Nederlandse Hoge Raad van 5 mei 1950 waarin het hoogste rechtscollege heeft geoordeeld dat Nederland met betrekking tot de overdracht van eigendom een causaal stelsel kent, dat wil zeggen dat voor eigendomsoverdracht altijd een geldige titel (rechtsgrond) vereist is.

## Casus en procesverloop
In oktober 1944 koopt de in Wassenaar woonachtige G. Damhof een grote partij meubelen en meubilaire goederen van de in Berlijn gevestigde Kontinental Öl Aktiengesellschaft. Deze meubelen lagen opgeslagen bij een Rotterdamse firma, en de levering vindt daarom plaats door middel van een traditio longa manu. Dat wil zeggen dat de Rotterdamse firma verklaart de goederen voortaan voor Damhof te zullen houden in plaats van voor Kontinental Öl AG.
Na de bevrijding (begin juni 1945) worden de goederen in beslag genomen door de Politieke Opsporingsdienst (POD), naar Nijmegen gebracht en ter beschikking gesteld aan oorlogsslachtoffers. Dit gebeurt in de veronderstelling dat de meubelen toebehoren aan politieke delinquenten. Damhof spreekt de Staat der Nederlanden aan tot schadevergoeding, daartoe stellende dat de Staat inbreuk heeft gepleegd op zijn eigendomsrecht. Damhof heeft schade geleden ten bedrage van f 61.131 (de waarde in mei 1940 bedroeg f 17.466, maar de waarde van de goederen in juni 1945 verhielden zich volgens het Nederlandse Beheersinstituut tot de waarde in mei 1940 als 350 tot 100).
De Staat verweert zich door te stellen dat Damhof nooit eigenaar is geworden. Daarbij verwijst hij naar het op 7 juni 1940 door de regering in ballingschap uitgevaardigde 'Besluit rechtsverkeer in oorlogstijd' (Staatsblad A6; Besluit A 6 genoemd.). Artikel 6 van dat besluit verbiedt Nederlanders overeenkomsten te sluiten met de vijand of met een vijandelijke onderdaan zonder daarvoor toestemming te hebben verkregen van een in datzelfde besluit genoemde commissie. Artikel 10 van het besluit verklaart alle in strijd met artikel 6 gesloten overeenkomsten nietig. Nu Damhof geen toestemming heeft gekregen om de overeenkomst te tekenen ligt er geen geldige titel aan de overdracht ten grondslag en is de eigendom nooit overgegaan, aldus de Staat.
Rechtbank, gerechtshof en Hoge Raad zien zich voor de vraag gesteld of de nietigheid van de aan een eigendomsoverdracht ten grondslag liggende titel ook nietigheid van de eigendomsoverdracht met zich meebrengt. Met andere woorden: kent Nederland een causaal of abstract stelsel met betrekking tot eigendomsoverdracht?

## Beoordeling door het Hof
Nadat de rechtbank de vordering van Damhof in eerste aanleg heeft afgewezen, bekrachtigt het gerechtshof het vonnis met verbetering van de gronden. Daartoe overweegt het Hof eerst ambtshalve dat de overeenkomst inderdaad nietig is. Vervolgens gaat het Hof in op het verweer van Damhof dat hij desalniettemin eigenaar is geworden omdat hij de goederen te goeder trouw heeft verkregen. Damhof was namelijk helemaal niet bekend met Besluit A 6, omdat dit besluit nooit in het bezette gebied was afgekondigd en gepubliceerd. Het Hof oordeelt:

dat echter ook dit verweer faalt, daar onbekendheid met een verbindend wettelijk voorschrift een beroep op goede trouw niet kan wettigen;

dat op vorengenoemde gronden Damhof niet als eigenaar van de ten processe bedoelde goederen kan worden aangemerkt en de beslissing van de Rechtbank ten deze, zij het op andere gronden, juist is;

Damhof stelt beroep in cassatie in bij de Hoge Raad.

## Beoordeling door de Hoge Raad
In cassatie wordt opgekomen tegen de beslissing van het gerechtshof. Damhof stelt in het cassatiemiddel dat het Hof ten onrechte het beroep op goede trouw heeft verworpen, omdat Besluit A 6 niet in het bezette gebied was afgekondigd of gepubliceerd en hij van het bestaan daarvan dus niet op de hoogte kon zijn. Volgens Damhof geldt zijn bezit als volkomen titel. Daarmee verwijst hij naar artikel 2014 BW (oud), waarvan het eerste lid luidde:

Met betrekking tot roerende goederen die noch in renten bestaan, noch in inschulden, welke niet aan toonder betaalbaar zijn, geldt het bezit als volkomen titel.

De Hoge Raad verwerpt het cassatiemiddel en overweegt daartoe:

dat de bepaling van het eerste lid van art. 2014 B. W. op de algemene regelen betreffende de eigendomsverkrijging van roerend goed door middel van levering slechts in zover een uitzondering maakt, dat de beschikkingsonbevoegdheid van dengeen, die overdraagt, den verkrijger te goeder trouw niet kan worden
tegengeworpen;

dat daarom voor de verkrijging van eigendom ook van roerend goed onverminderd geldt het in art. 639 B. W. gestelde vereiste, dat de levering op een rechtstitel van eigendomsovergang moet berusten, des dat de levering den verkrijger alleen dan eigenaar maakt, indien zij plaats heeft krachtens geldigen titel;

De Hoge Raad doet als onaanvaardbaar af de stelling van Damhof dat onbekendheid met Besluit A 6 en zijn goede trouw hem toch tot eigenaar zouden maken, en verwerpt het cassatieberoep.

## Relevantie
Artikel 2014 BW (oud), waarin was bepaald dat ten aanzien van roerende goederen bezit als volkomen titel geldt, was een bepaling die – zoals de meeste bepalingen in het oud BW – overgenomen was uit de Franse Code civil (Cc). Thans nog luidt het eerste lid van artikel 2279 Cc (en van artikel 2279 van het Belgisch BW):

En fait de meubles, la possession vaut titre.
Met betrekking tot roerende goederen geldt het bezit als titel.

De Franse Cour de cassation heeft deze bepaling zo uitgelegd dat, wil een derde beschermd worden bij overdracht door een beschikkingsonbevoegde, geen geldige titel vereist is, doch slechts goede trouw en bezitsverkrijging aan de kant van de verkrijger.
Ondanks de letterlijke vertaling in het oud BW heeft de Hoge Raad een heel andere uitleg gegeven aan de bepaling. Volgens de Hoge Raad geldt de bepaling van artikel 639 BW, waarin volgens het hoogste rechtscollege is neergelegd dat voor eigendomsoverdracht altijd een geldige titel is vereist, onverminderd in het geval van een beroep op artikel 2014 BW. Daarmee heeft de Hoge Raad meteen een lange discussie omtrent de vraag of Nederland een abstract dan wel causaal stelsel met betrekking tot eigendomsoverdracht kent in het voordeel van het laatste standpunt beslist. De uitleg van artikel 2014 BW (oud) heeft een plaats gekregen in het nieuwe Burgerlijk Wetboek, in artikel 86 van Boek 3, waarvan het eerste lid luidt:

Ondanks onbevoegdheid van de vervreemder is een overdracht overeenkomstig artikel 90, 91 of 93 van een roerende zaak, niet-registergoed, of een recht aan toonder of order geldig, indien de overdracht anders dan om niet geschiedt en de verkrijger te goeder trouw is.